# Национальная библиотека Польши
Национальная библиотека Польши (пол. Biblioteka Narodowa w Warszawie) — крупнейшая польская научная библиотека, подчинённая Министерству культуры и национального наследия. Библиотека расположена в Варшаве. Специальные фонды хранятся в Дворце Красинских. Национальная библиотека Польши получает обязательный экземпляр всех публикаций, выходящих в свет в Польше. Кроме Варшавской библиотеки статус национальной имеет также Библиотека Ягеллонского университета в Кракове.

## История
Первая национальная библиотека была основана в Польше в XVIII веке. Её основали варшавские епископы братья Залуские. В 1774 году Библиотека Залуских перешла к Комиссии по национальному образованию. В 1817 году во Львове была основана библиотека Оссолинеум — одно из самых значительных культурных заведений Галичины. 24 февраля 1928 года была основана нынешняя национальная библиотека Польши. Открытие библиотеки состоялось в 1930 году.
До Второй мировой войны библиотека имела в своих фондах:
- 3000 старопечатных книг;
- 2200 инкунабул;
- 52000 рукописей;
- коллекцию карт, икон и нотных партитур.

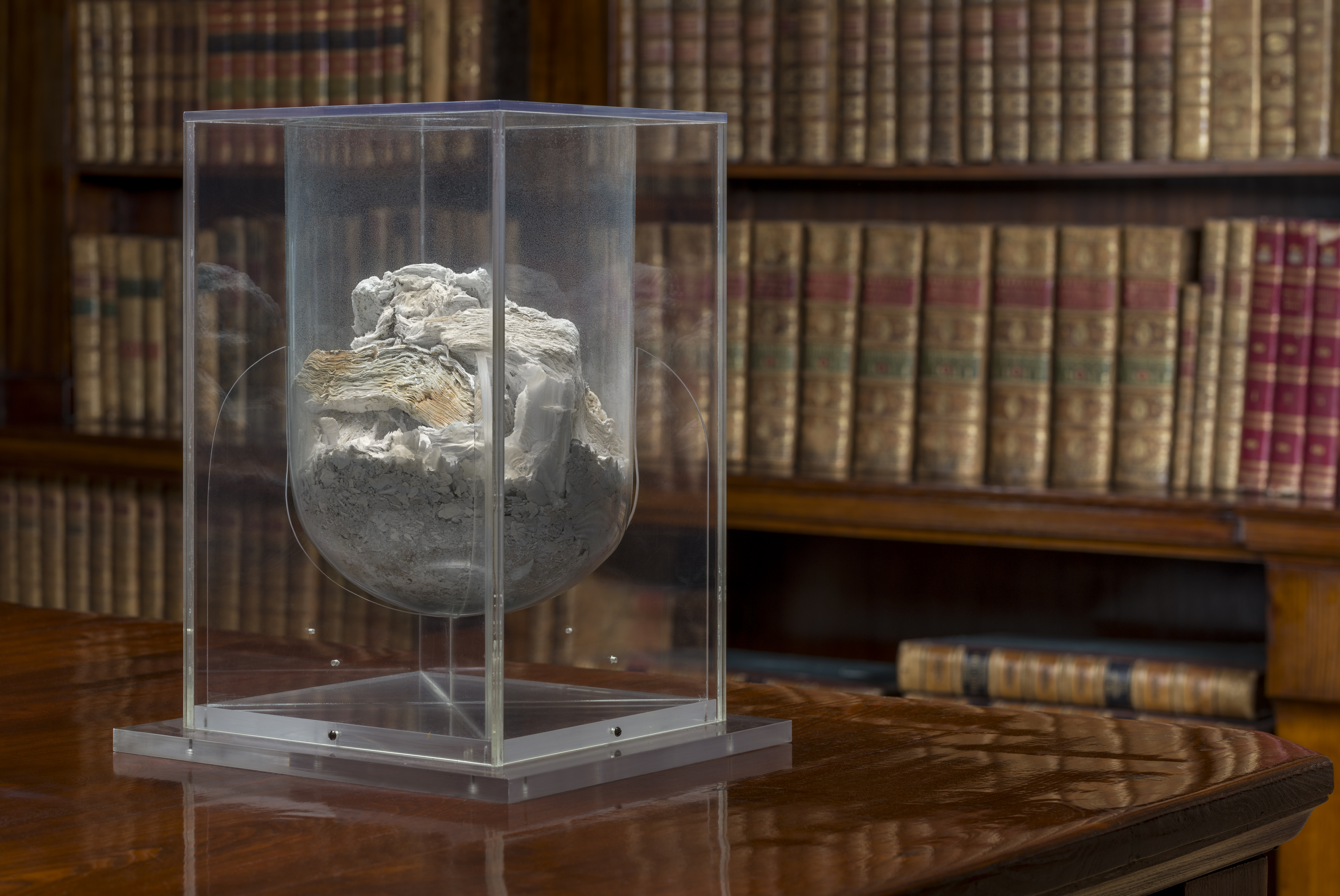
Урна с пеплом ранних печатных книг и рукописей сгорела в Окольнике 9 после падения Варшавского восстания.

В 1940 году фонды библиотеки были подчинены немецкой оккупационной власти. Немецкоязычные издания были изъяты и выставлены для использования исключительно немцев в помещении в то время закрытого Варшавского университета. Ценные книги были переведены во Дворец Красинских в Варшаве. После поражения Варшавского восстания 1944 года все эти книги были сожжены.

## Фонды библиотеки
Сегодня Национальная библиотека Польши имеет в своих фондах более 10 431 867 единиц хранения (на 31 декабря 2023 года). В хранилищах библиотеки было более 160 000 томов, изданных до 1801 года, 26 000 рукописей (из них 6 887 нотных рукописей), 114 000 партитур, 120 000 атласов и карт, 2 822 874 книг, 800 000 годовых комплектов журналов XIX—XXI веков.